# Tu-230
Tu-230（プロジェクト "230"）はソビエトの長距離極超音速攻撃機の計画。設計はツポレフ設計局で1983年に始まり、1985年に完了した。

## 概要
飛行機は180トンの質量でマッハ4の速度に達するとされ、積載される燃料は106トンだった。最大飛行距離は8000-10000 kmとされていた。2-3時間の飛行時間で高度25-27のkmを巡航する。空力構成のいくつかの変形のうち、デルタ翼を有する無尾翼の配置は、Tu-144やTu-244に似ており基本的なものとして採用された。エンジンは4基のD-80ターボジェットエンジンを組み合わせたもので構成されていた。

## 仕様
- 乗員：2人
- 全長：54.15メートル
- 翼幅：26.83 m
- 最大離陸重量：180,000㎏
- エンジン: D-80エンジン
- エンジンの数：4

飛行性能
- 最高速度：マッハ4
- 巡航高度：
  - 実用的な高度の範囲：8000 - 10000㎞
  - 実用的な上限高度：25000 - 27000㎞